# デビッド・イシイ
デビッド・イシイ（David S. Ishii 1955年7月26日 - ）は日系アメリカ人三世のプロゴルファー。日本における外国人プロゴルファーの草分けである。

## 経歴
祖父は広島県からの移民でエリック・シンセキはいとこにあたる。 
ハワイ州のカウアイ島で育ったイシイは5歳のときにゴルフを始めた。高校の時、州の高校生ゴルフ大会で優勝すると共にアマチュアでありながら、Manoa CupやState Stroke Play Championships で優勝を果たした。ヒューストン大学に進学し1977年には彼とチームメートはNCAA選手権で優勝を果たした。しかし、受験したプロテストに5回不合格となり、ゴルフを辞めようとしていたところをホンダ開発興業の社長だった尾形次雄に勧められ、日本ゴルフツアーに参加するようになった。
1979年にプロゴルファーとなり、日本ゴルフツアーに参戦。1985年の仙台放送杯・東北クラシックでツアー初優勝を飾ったのを皮切りに、1994年のサントリーオープンまで通算14勝（歴代13位）を挙げ、賞金獲得ランク9位となっている。1987年には外国人ゴルファーとして初めて日本ゴルフツアー賞金王となった（2010年の金庚泰が二人目）。生涯獲得賞金8億1469万5905円は、2013年にブレンダン・ジョーンズに抜かれるまで外国人ゴルファーの歴代1位であった。
1990年にはPGAツアーのハワイアンオープンにて、1966年のテッド・マカレナ以来となる地元選手としての優勝を果たした。
スロープレーに対して罰金を課せられたこともあった。
ハワイにある「パールカントリークラブ」のディレクターを行っていたが、2015年をもって同職を辞め、今現在は「Ishii Golf」を設立し個人レッスンをしている。

## 日本ゴルフツアー優勝
- 1985年 仙台放送杯・東北クラシック
- 1986年 国際招待ゴルフ・中日クラウンズ 、NST新潟オープン
- 1987年 札幌とうきゅうオープン、ミズノオープン、日本プロ選手権、ブリヂストントーナメント、カシオワールドオープン、ゴルフ日本シリーズ （積雪のため初日と最終日が中止となり2日間・36ホールに短縮され、青木功と優勝を分け合った。）
- 1988年 日本プロマッチプレー選手権ユニシス杯
- 1992年 よみうりサッポロビールオープン
- 1993年 ダイドードリンコ静岡オープン
- 1994年 マルマンオープン、サントリーオープン

## PGAツアー優勝
- 1990年 ハワイアン・オープン・ゴルフ・トーナメント